# Song Bum-keun
Song Bum-keun (kor. 송범근; ur. 15 października 1997 w Seongnam) – południowokoreański piłkarz, występujący na pozycji bramkarza w japońskim klubie Shonan Bellmare oraz w reprezentacji Korei Południowej. Uczestnik Mistrzostw Świata 2022 i Pucharu Azji 2023.

## Statystyki

### Klubowe
Na podstawie:
| Klub                   | Sezonów | Liga       | Liga  | Liga   | Puchar krajowy | Puchar krajowy | Kontynentalne | Kontynentalne | Suma  | Suma   |
| Klub                   | Sezonów | Liga       | Mecze | Bramki | Mecze          | Bramki         | Mecze         | Bramki        | Mecze | Bramki |
| ---------------------- | ------- | ---------- | ----- | ------ | -------------- | -------------- | ------------- | ------------- | ----- | ------ |
| Jeonbuk Hyundai Motors | 5       | K League 1 | 167   | 0      | 9              | 0              | 25            | 0             | 124   | 2      |
| Shonan Bellmare        | 2       | J1 League  | 24    | 0      | 3              | 0              | –             | –             | 5     | 0      |
|                        | Łącznie | Łącznie    | 191   | 0      | 12             | 0              | 25            | 0             | 228   | 0      |

### Reprezentacyjne
Na podstawie:
| Mecze i gole w reprezentacji | Mecze i gole w reprezentacji | Mecze i gole w reprezentacji | Mecze i gole w reprezentacji | Mecze i gole w reprezentacji | Mecze i gole w reprezentacji | Mecze i gole w reprezentacji | Mecze i gole w reprezentacji |
| Lp.                          | Data                         | Miasto                       | Przeciwnik                   | Wynik                        | Gole                         | Inne                         | Rozgrywki                    |
| ---------------------------- | ---------------------------- | ---------------------------- | ---------------------------- | ---------------------------- | ---------------------------- | ---------------------------- | ---------------------------- |
| 1.                           | 24.07.2022                   | Toyota                       | Hongkong                     | 3:0 (1:0)                    |                              |                              | Mistrzostwa EAFF 2022        |

## Sukcesy
Na podstawie:

### Klubowe
Z Jeonbuk Hyundai Motors:
- Mistrz Korei Południowej 2018, 2019, 2020, 2021
- Puchar Korei Południowej 2020, 2022

### Reprezentacyjne
- I miejsce na Igrzyskach Azjatyckich 2018